# Nőszőfű
A nőszőfű (Epipactis) mintegy 70, földi életmódú orchideafajt magába foglaló növénynemzetség.
Amerika, Ázsia és Európa mérsékelt és szubtrópusi éghajlatú területein fordul elő. Erdei tisztásokon az aljnövényzetben találhatók, meszes talajon, vagy tenger közeli nedves dűnéken. Az egyetlen Amerikában őshonos faj az Epipactis gigantea. Sok újabban leírt európai faja létezik, melyek példányait korábban a széleslevelű nőszőfű (E. helleborine) gyűjtőfajba sorolták.

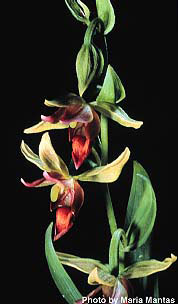
Epipactis gigantea

Ezen szívós orchideák többsége nedves környezetben nő, néhány kivétellel. A mocsári nőszőfű (Epipactis palustris) az egyetlen, elárasztást elviselő európai orchideafaj. Az Epipactis gigantea Amerika nyugati részén és Dél-Kanadában található meg nedves területeken, még vízfolyásokban is, legfeljebb 1 méteresre megnőve.
Ahogy az orchideákra általánosan jellemző, az Epipactis-fajok is  mikorrhizásak, pontosabban életciklusuk egy részében bazídiumos gombákkal orchideoid mikorrhizát hoznak létre. Néhány faj ezért redukált levelekkel, minimális klorofillszükséglettel elboldogul. Az ibolyás nőszőfű (Epipactis viridiflora) a klorofill teljes hiányában is életképes. Ezek a formák felismerhetők ibolyaszín helyett lila virágaikról.
Húsos, kúszó rizómáik hajtásokat növesztenek, melyekből 20–70 cm-es szárak nőnek a következő tavaszra.
Négy-nyolc váltakozó állású, lándzsás leveleik a növény felső része felé fokozatosan rövidülnek. A levélszélek épek, a csúcs hegyes. A kevesebb klorofillal rendelkező fajok levelei kékes-lilásak.
Kétoldali szimmetriát mutató színes virágaik végálló fürtben nőnek. A három csészelevél és a két oldalsó pártalevél tojásdadok, végükön kihegyesedőek. Színük zöldesfehértől ibolyaszínig, illetve liláig terjed.
A nemzetség szempontjából lényeges határozóbélyegek általában a virágmorfológiai jellegekre alapozódnak, ezért a fajok biztos elkülönítéséhez nyílásban lévő egyedek megfigyelése szükséges. Általában az ajak hypochile-je tál formájú, a külső felszín zöldesfehér, sötét erezettel. A hullámos, hófehér epichile legyező alakú.
A magház alsó állású. A száraz toktermésekben számtalan apró mag található.

## Fajlista

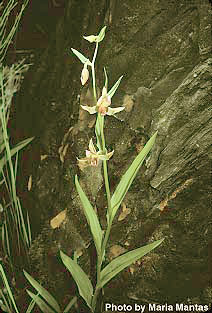
Epipactis gigantea élőhelyén

- Epipactis africana (Etiópiától Malawiig).
- Epipactis albensis: Elbai nőszőfű (Közép-Európa). 
  - Epipactis albensis var. albensis (Kelet-Közép-Európa). geofita
  - Epipactis albensis var. fibri (Franciaország). Hemikriptofia vagy geofita
- Epipactis aspromontana (Olaszország) – jelenleg a következő szinonim neve: Epipactis leptochila subsp. aspromontana (Bartolo, Pulv. & Robatsch) Kreutz
- Epipactis atromarginata (Vietnam).
- Epipactis atrorubens (Hoffm.) Besser : Vörösbarna nőszőfű (Európától a Kaukázusig). 
  - Epipactis atrorubens var. atrorubens
  - Epipactis atrorubens var. atrata A.Waldner & Webernd (2005)(Ausztria).
  - Epipactis atrorubens subsp. danubialis (Robatsch & Rydlo) Ciocârlan & R.Rösler
  - Epipactis atrorubens subsp. spiridonovii (Devillers-Tersch. & Devillers) Kreutz
  - Epipactis atrorubens subsp. subclausa (Robatsch) Kreutz
  - Epipactis atrorubens var. triploidea (Gelbr. & G.Hamel) Kreutz
- Epipactis autumnalis D. Doro (Olaszország)
- Epipactis baumanniorum Ströhle
- Epipactis bithynica (Törökország) – jelenleg a következő szinonim neve: Epipactis helleborine subsp. bithynica (Robatsch) Kreutz
- Epipactis bugacensis: Bugaci nőszőfű (Magyarország, Bugacpusztaházán endemikus).
- Epipactis campeadorii (Spanyolország).
- Epipactis cardina (Spanyolország).
- Epipactis condensata (Törökországtól Libanonig, Ciprus, Nyugat-Transzkaukázus).
- Epipactis cretica (Kréta).
- Epipactis danubialis (Románia) – jelenleg a következő szinonim neve: Epipactis atrorubens subsp. danubialis (Robatsch & Rydlo) Ciocârlan & R.Rösler
- Epipactis degenii (Görögország) – jelenleg a következő szinonim neve Epipactis halacsyi subsp. degenii (Szentp. & Mónus) Kreutz
- Epipactis distans Arvet-Touvet (Közép-Európa)
- Epipactis dunensis (Nagy-Britannia: Észak-Angliától Észak-Walesig).
- Epipactis duriensis Bernardos, D.Tyteca (Portugália) – jelenleg a következő szinonim neve: Epipactis tremolsii var. duriensis (Bernardos, D.Tyteca, Revuelta & Amich) P.Delforge
- Epipactis exilis P.Delforge: Karcsú nőszőfű – jelenleg a következők a szinonim nevei: Epipactis gracilis (B & H.Baumann), Epipactis persica subsp. exilis (P.Delforge) Kreutz
- Epipactis flaminia (Kelet-Közép-Európa) – a következő szinonimája: Epipactis greuteri var. flaminia (P.R.Savelli & Aless.) Kreutz
- Epipactis flava (Laosz, Thaiföld).
- Epipactis futakii: Futák-nőszőfű (Kelet-Közép-Európa) – jelenleg a következő szinonim neve: Epipactis leptochila var. futakii (Mered'a & Potek) P.Delforge

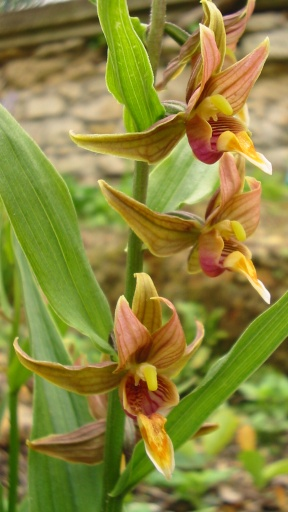
Epipactis gigantea

- Epipactis gigantea  (Nyugat-Kanadától Észak-Mexikóig).
- Epipactis greuteri H.Baumann & Künkele: Greuter-nőszőfű (Görögország).
  - Epipactis greuteri var. flaminia (P.R.Savelli & Aless.) Kreutz
  - Epipactis greuteri var. preinensis (Seiser) P.Delforge
  - Epipactis greuteri subsp. preinensis (Ausztria)
- Epipactis guegelii (Románia).
- Epipactis halacsyi Robatsch (Görögország) – a következő basionym neve: Epipactis viridiflora subsp. halacsyi
  - Epipactis halacsyi subsp. degenii (Szentp. & Mónus) Kreutz
- Epipactis helleborine (L.) Crantz : Széleslevelű nőszőfű (Észak-Afrika, Európától Közép-Kínáig). 
  - Epipactis helleborine subsp. bithynica (Robatsch) Kreutz
  - Epipactis helleborine subsp. helleborine (Észak-Afrika, Európától Közép-Kínáig).
  - Epipactis helleborine subsp. latina: Laziói nőszőfű (Olaszországtól a Balkán-félsziget északnyugati részéig).
  - Epipactis helleborine subsp. leutei (Robatsch) Kreutz
  - Epipactis helleborine var. minor R.Engel (Franciaország)
  - Epipactis helleborine subsp. molochina (P.Delforge) Kreutz
  - Epipactis helleborine subsp. neerlandica (Nyugat-Európa).
  - Epipactis helleborine subsp. orbicularis (Közép-Európa), a következő szinonim neve: Epipactis distans Arvet-Touvet
  - Epipactis helleborine subsp. schubertiorum (Bartolo, Pulv. & Robatsch) Kreutz
  - Epipactis helleborine subsp. transcaucasica (Kaukázus). Hemikriptofia vagy geofita
  - Epipactis helleborine subsp. tremolsii (W. Medit.) Hemikriptofia vagy geofita
  - Epipactis helleborine var. youngiana (A.J.Richards & A.F.Porter) Kreutz
- Epipactis ioessa Bongiorni, De Vivo, Fori & Romolini (Olaszország)
- Epipactis kleinii (Dél-Franciaországtól Keles-Spanyolországig)
- Epipactis komoricensis (Kelet-Közép-Európa) – jelenleg a következő szinonim neve: Epipactis leptochila subsp. komoricensis (Mered'a) Kreutz
- Epipactis lapidocampi E.Klein & Laminger (Ausztria)
- Epipactis latifolia All. nom. illeg. (az Epipactis helleborine érvénytelen szinonim neve)
  - Epipactis latifolia lus. rosea Erdner – jelenleg a következő szinonim neve: Epipactis viridiflora var. rosea (Erdner) Kreutz
- Epipactis leptochila (Godfery) Godfery: Csőrös nőszőfű (Európa). 
  - Epipactis leptochila subsp. aspromontana (Bartolo, Pulv. & Robatsch) Kreutz
  - Epipactis leptochila var. cleistogama (C.Thomas) Kreutz
  - Epipactis leptochila var. dinarica (S.Hertel & Riech.) P.Delforge
  - Epipactis leptochila var. futakii (Mered'a & Potek) P.Delforge
  - Epipactis leptochila subsp. komoricensis (Mered'a) Kreutz
  - Epipactis leptochila subsp. leptochila (Európa).
  - Epipactis leptochila subsp. maestrazgona (P.Delforge & Gévaudan) Kreutz
  - Epipactis leptochila subsp. naousaensis (Robatsch) Kreutz
  - Epipactis leptochila subsp. neglecta: Keskenyajkú nőszőfű (Nyugat-Közép-Európa). Hemikriptofia vagy geofita
  - Epipactis leptochila var. peitzii (H.Neumann & Wucherpf.) P.Delforge
  - Epipactis leptochila subsp. sancta (P.Delforge) Kreutz
- Epipactis leutei (Ausztria) – jelenleg a következő szinonim neve: Epipactis helleborine subsp. leutei (Robatsch) Kreutz
- Epipactis liestalensis (Közép-Európa).
- Epipactis lusitanica (Dél- és Észak-Portugália)- jelenleg a következő szinonim neve: Epipactis tremolsii subsp. lusitanica (D.Tyteca) Kreutz
- Epipactis maestrazgona P.Delforge & Gévaudan (Spanyolország)
- Epipactis magnibracteata (Észak-Közép-Kína).
- Epipactis mairei (Nepáltól Közép-Kínáig)
- Epipactis mecsekensis: Mecseki nőszőfű (Magyarország) – jelenleg a következő szinonim neve: Epipactis nordeniorum subsp. mecsekensis (A.Molnár & Robatsch) Kreutz
- Epipactis meridionalis H.Baumann & R.Lorenz (Szicíliától Dél-Olaszországig).
- Epipactis microphylla: Kislevelű nőszőfű (Európától Iránig).
- Epipactis molochina P.Delforge (Spanyolország)
- Epipactis moravica: Morva nőszőfű Batousek (Csehország, Szlovákia és Magyarország) – jelenleg a következő szinonim neve: Epipactis nordeniorum subsp. moravica (Batousek) Kreutz
- Epipactis muelleri: Müller-nőszőfű (Nyugat- és Közép-Európa). 
  - Epipactis muelleri subsp. cerritae (Szicília).. Hemikriptofia vagy geofita
  - Epipactis muelleri subsp. muelleri (Nyugat- és Közép-Európa) geofita
- Epipactis nauosaensis (Görögország) – jelenleg a következő szinonim neve: Epipactis leptochila subsp. naousaensis (Robatsch) Kreutz
- Epipactis nordeniorum Robatsch: Norden-nőszőfű (Ausztria)
  - Epipactis nordeniorum subsp. mecsekensis (A.Molnár & Robatsch) Kreutz
  - Epipactis nordeniorum subsp. moravica (Batousek) Kreutz
- Epipactis ohwii (Közép-Tajvan).
- Epipactis olympica (Görögország).
- Epipactis palustris: Mocsári nőszőfű (Európától a Kaukázusig és Mongóliáig)
- Epipactis papillosa (Oroszország távol-keleti részeitől Koreáig és Japánig)
- Epipactis persica (Soó) Nannf. (Délkelet-Európától Nyugat-Pakisztánig) 
  - Epipactis persica subsp. exilis (P.Delforge) Kreutz
- Epipactis phyllanthes G.E.Sm.  : Zöldvirágú nőszőfű (Nyugat- és Északnyugat-Európa).
  - Epipactis phyllanthes subsp. fageticola (C.E.Hermos.) Kreutz
  - Epipactis phyllanthes var. olarionensis (Franciaország). Hemikriptofia vagy geofita
  - Epipactis phyllanthes var. phyllanthes (Nyugat- és Északnyugat-Európa)
- Epipactis placentina: Ciklámenlila nőszőfű (Svájctól Olaszországig).
- Epipactis pollinensis (Olaszország) – jelenleg a következő szinonim neve: Epipactis viridiflora var. pollinensis (B.Baumann & H.Baumann) Kreutz
- Epipactis pontica: Pontuszi nőszőfű (Kelet-Közép-Európától Észak-Törökországig).
- Epipactis provincialis (Franciaország)  .
- Epipactis pseudopurpurata (Szlovákia) – Epipactis viridiflora subsp. pseudopurpurata (Mered'a) Kreutz
- Epipactis rechingeri (Észak-Irán)
- Epipactis rhodanensis (Franciaországtól Ausztriáig).
- Epipactis robatschiana Bartolo, D'Emerico, Pulv., Terrasi & Stuto (Olaszország)
- Epipactis royleana (Kelet-Afganisztántól a Himalájáig).
- Epipactis sancta: Lindisfarne-i nőszőfű
- Epipactis schubertiorum (Olaszország) – jelenleg a következő szinonim neve: Epipactis helleborine subsp. schubertiorum (Bartolo, Pulv. & Robatsch) Kreutz
- Epipactis spiridonovii (Bulgária) – jelenleg a következő szinonim neve: Epipactis atrorubens subsp. spiridonovii (Devillers-Tersch. & Devillers) Kreutz
- Epipactis stellifera (Svájc).
- Epipactis subclausa (Görögország) – jelenleg a következő szinonim neve: Epipactis atrorubens subsp. subclausa (Robatsch) Kreutz
- Epipactis tallosii: Tallós-nőszőfű (Szlovákia, Magyarország).
- Epipactis tenii (Kína).
- Epipactis thessala (Észak- és Közép-Görögország).
- Epipactis thunbergii (Dél-Oroszország távol-keleti részeitől Koreáig, Japán fő szigetétől a Rjúkjú-szigetekig).
- Epipactis tremolsii Pau 
  - Epipactis tremolsii subsp. densifolia (W.Hahn, Passin & R.Wegener) Kreutz
  - Epipactis tremolsii var. duriensis (Bernardos, D.Tyteca, Revuelta & Amich) P.Delforge
  - Epipactis tremolsii subsp. heraclea (P.Delforge & Kreutz) Kreutz
  - Epipactis tremolsii subsp. lusitanica (D.Tyteca) Kreutz
  - Epipactis tremolsii subsp. turcica (Kreutz) Kreutz
- Epipactis troodi (Ciprus, Törökország).
- Epipactis turcica (az Égei-szigetek keleti részétől Törökországig) – jelenleg a következő szinonim neve: Epipactis tremolsii subsp. turcica (Kreutz) Kreutz
- Epipactis turcomanica (Közép-Ázsia).
- Epipactis ulugurica (Tanzánia).
- Epipactis veratrifolia : Scarce Marsh Helleborine (Kaukázustól Szomáliáig és Dél-Közép-Kínáig).
- Epipactis viridiflora (Hoffm.) Krock: Ibolyás nőszőfű (Európa). 
  - Epipactis viridiflora subsp. halacsyi (Robatsch) B.Baumann & H.Baumann (2005) (Görögország)
  - Epipactis viridiflora subsp. pollinensis (B.Baumann & H.Baumann) B.Baumann & H.Baumann (2005) (Olaszország)
  - Epipactis viridiflora subsp. pseudopurpurata (Mered'a) Kreutz
  - Epipactis viridiflora var. rosea (Erdner) Kreutz
- Epipactis voethii: Vöth-nőszőfű Robatsch 1993
- Epipactis xanthophaea (Kína).
- Epipactis youngiana : Young's Helleborine (Nagy-Britannia) – jelenleg a következő szinonim neve: Epipactis helleborine var. youngiana (A.J.Richards & A.F.Porter) Kreutz

## Hibridek
- Epipactis × amigoi (E. helleborine × E. kleinii) (Európa).
- Epipactis × barlae (E. helleborine × E. microphylla) (Közép-Európa).
- Epipactis × barreana (E. latina × E. muelleri) (Olaszország).
- Epipactis × breinerorum (E. helleborine subsp. helleborine × E. greuteri) (Kelet-Közép-Európa).
- Epipactis × bruxellensis (E. helleborine × E. phyllanthes) (Nyugat-Európa).
- Epipactis × capellonensis (E. atrorubens × E. latina) (Olaszország).
- Epipactis × cardonneae (E. atrorubens × E. kleinii) (Nyugat-Európa).
- Epipactis × conquensis (E. cardina × E. kleinii) (Spanyolország).
- Epipactis × gerbaudiorum  (E. provincialis × E. tremolsii) (Franciaország)
- Epipactis × gevaudanii (E. helleborine × E. rhodanensis) (Franciaország).
- Epipactis × graberi (E. atrorubens × E. microphylla) (Európa).
- Epipactis × heterogama (E. atrorubens × E. muelleri) (Európa).
- Epipactis x nicolosii M.P.Grasso & Grillo (. (E. helleborine (L.) Crantz x E. meridionalis H.Baumann & R.Lorenz) (Szicília)
- Epipactis × populetorum ( E. helleborine × E. hispanica) (Spanyolország).
- Epipactis × pupplingensis ( E. atrorubens × E. palustris) (Európa).
- Epipactis × reinekei (E. helleborine × E. muelleri) (Európa).
- Epipactis × robatschii Gévaudan & P.Delforge (E. bugacensis Robatsch x E. atrorubens (Hoffm.) Besser subvar. borbasii )
- Epipactis × schmalhausenii (E. atrorubens × E. helleborine) (Európa).
  - Epipactis × schmalhausenii nothosubsp. fleischmannii (E. atrorubens × E. helleborine subsp. orbicularis) (Európa). Hemicryptophye or rhizome geophyte
  - Epipactis × schmalhausenii nothosubsp. schmalhausenii (Európa). Rhizome geophyte
- Epipactis × schulzei (Európa).
- Epipactis × soguksuensis(E. helleborine × E. turcica) (Törökország).
- Epipactis × stephensonii (E. helleborine × E. leptochila) (Európa).
- Epipactis × trikalana (E. helleborine × E. thessala) (Görögország).
- Epipactis × vermionensis (E. gracilis × E. helleborine) (Görögország).

## Fordítás
- Ez a szócikk részben vagy egészben az Epipactis című angol Wikipédia-szócikk ezen változatának fordításán alapul.  Az eredeti cikk szerkesztőit annak laptörténete sorolja fel. Ez a jelzés csupán a megfogalmazás eredetét és a szerzői jogokat jelzi, nem szolgál a cikkben szereplő információk forrásmegjelöléseként.